# Hicham Abbas
Pour les articles homonymes, voir Abbas.
 (octobre 2015).
Si vous disposez d'ouvrages ou d'articles de référence ou si vous connaissez des sites web de qualité traitant du thème abordé ici, merci de compléter l'article en donnant les références utiles à sa vérifiabilité et en les liant à la section « Notes et références ».
Hicham Abbas (en arabe : هشام عباس), né le 22 septembre 1963 à Shoubra en Égypte, est un chanteur égyptien connu pour sa chanson « Habibi Da » et « Nari Narain » qui est devenu un tube non seulement dans les pays arabes mais aussi en Inde et au Pakistan.

## Biographie
Après avoir fini ses études secondaires, il entame des études d'ingénierie à l'université américaine du Caire. Puis il a décidé de se lancer dans la musique.